# Максимовщина
Макси́мовщина (рос. Максимовщина) — присілок у складі Кічменгсько-Городецького району Вологодської області, Росія. Входить до складу Кічмензького сільського поселення.

## Населення
Населення — 23 особи (2010; 37 у 2002).
Національний склад (станом на 2002 рік):
- росіяни — 100 %